# 巡檢司
巡檢司，常简称为巡司，是古中國五代後唐莊宗開始的一種官署，兩宋與金朝普及，在元明清时代为縣衙或縣級衙門底下的基層組織。配置於巡檢司的官員稱巡檢，官位等級並不高，以清朝例，只是九品官。

## 元朝
元朝的巡檢司通常為管轄人煙稀少地方的非常設組織，除了無行政裁量權之外，也沒有常設主官，其功能性以軍事為主。

## 明朝
明朝的巡檢司又分為文武官管轄兩種，如洪武廿年為防範倭寇即在福建設置五衛十二所四十二巡檢司。府州縣巡檢司亦設有巡檢司，歸地方官管轄，但其設置、裁撤、考核皆由兵部掌管。

## 清朝
清朝沿用明制，不過佐以行政權力。晚清，中國人口大增，縣衙數量並無增多，於是次縣級的巡檢司在數量上與功能上日漸增多，也多有通判等官職設置，如澎湖文澳巡檢司。

### 引用
1. ↑  《文獻通考·職官十三》
2. ↑  顧炎武《日知錄·鄉亭之職》